# Adem Kılıççı
Adem Kılıççı (Ağrı, 1986. április 18. –) török amatőr ökölvívó.

## Sportpályafutása
2007-ben bronzérmes volt a világbajnokságon váltósúlyban. Az elődöntőben a későbbi bajnok amerikai Demetrius Andradetől szenvedett vereséget. Részt vett a 2008-as pekingi olimpián, ahol váltósúlyban kiesett a selejtezőben.